# رادولفو گامارا
رادولفو گامارا (انگلیسی: Rodolfo Gamarra؛ زادهٔ ۱۰ دسامبر ۱۹۸۸) یک بازیکن فوتبال اهل پاراگوئه است.
وی همچنین در تیم ملی فوتبال پاراگوئه بازی کرده‌است.